# Deborah Britzman
Deborah Britzman (14 de mayo de 1952) es una profesora y psicoanalista en la Universidad de York. Sus investigaciones se conectan con el psicoanálisis y pedagogía contemporánea, educación de profesores, desigualdad social, problemas de intolerancia y crisis histórica.

## Biografía
Completó su licenciatura en enseñanza por la Universidad de Massachusetts en Amherst. Enseñó literatura inglesa siete años. Y completó el grado de maestría en Lectura y Antropología por la Universidad de Massachusetts y ganó su doctorado en búsqueda etnográfica en 1985.

## Carrera
Fue contratada como profesora asistente en la Universidad de Binghamton. Siete años después de empezar a enseñar en Binghamton, se mudó a Canadá para enseñar en la Universidad de York en Toronto, donde lo ha sido desde 1992.
Desarrolló un interés en psicoanálisis teórico y clínico y en 2001 empezó su entrenamiento como psicoanalista.  Más tarde ingresó a un instituto psicoanalítico, y luego abrió un consultorio privado y consiguió la homologación como psicoanalista. Y continúa enseñando en la Universidad de York.

## Trabajo académico actual y focos
En 2013 Britzman trabajó en una búsqueda de tres años en el proyecto titulado "el mundo emocional de enseñar: Una investigación psicoanalítica." El proyecto es un estudio de la psicología de enseñar y salud mental.
Su libro Freud y Educación, publicado en 2011 por Routledge Press explora controversias claves de educación a través de una aproximación freudiana. Define conceptos fundamentales freudianos como el aparato psíquico, los paseos, el inconsciente, y el desarrollo de moralidad relacionado al campo de educación.

## Premios
Fue la primera miembro de la Facultad de Educación en ser honrada con el título de Profesora de Investigaciones Distinguida Universitaria. 
- 2009 Gary A. Olsen Premio, presentado por JAC- una revista de retórica, cultura y política
- El premio de 2007 Educadora Psicoanalítica Distinguida
- 2006 York Profesora de Búsqueda Distinguida Universitaria
- 2003 James y Helen Meritt Premio de Servicio Distinguido en la Filosofía de Educación de Universidad de Illinois del norte
- 1999 El Ontario Confederación de Asociaciones de Facultad Universitaria que Enseñan Premio
- 1999 La Facultad de Licenciada Estudia Enseñar Premio, Universidad de York

## Libros
- Britzman, D. P. (2011). Freud Y Educación. Routledge
- Ngo, B., & Britzman, D. P. (2010). Identidades irresolutas: Discurso, Ambivalencia, y Alumnado Inmigrante Urbano. SUNY Prensa.
- Britzman, D. P. (2009). El Muy Pensado de Educación: #Psicoanálisis y las profesiones imposibles. SUNY Prensa
- Britzman, D. P. (2006). Educación novel: Estudios Psicoanalíticos encima aprendiendo y no aprendiendo. Peter Lang
- Alsup, J., & Britzman, D.P. (2005). Discursos de Identidad del profesor: Negociando espacios personales y profesionales. Routledge
- Britzman, D. P., & Greene, M. (2003). Práctica de Marcas de la práctica: edición Revisada. SUNY Prensa[5]
- Britzman, D. P. (2003). Después-Educación: Anna Freud, Melanie Klein, e historias psicoanalíticas de aprender. SUNY Prensa
- Britzman, D. P. (1998). Perdió temas, constested objetos: hacia una investigación psicoanalítica de aprender. SUNY Prensa[6][7]